# Mess

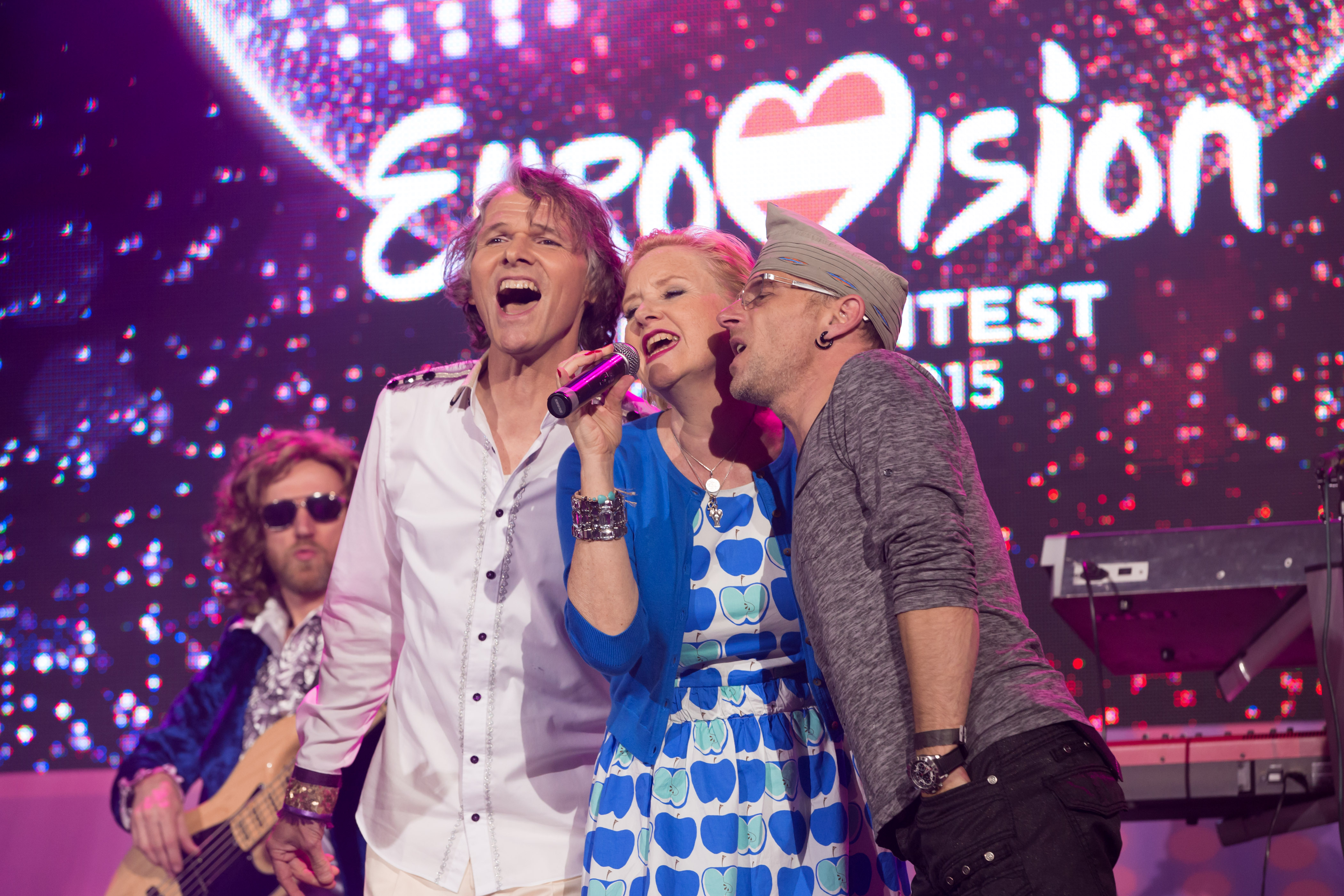
Michael Scheickl (l.), Elisabeth Engstler und Thomas Forstner beim ESC 2015 in Wien

Mess war ein österreichisches Musikduo der 1980er Jahre. Es bestand aus Elisabeth Engstler und Michael Scheickl (unter dem Künstlernamen Fritz), die auch miteinander verheiratet waren.

## Eurovision Song Contest
Das Duo gründete sich für den österreichischen Vorentscheid zum Eurovision Song Contest 1982, an dem beide Sänger auch jeweils solo mit einem Titel vertreten waren. Für ihr Lied Sonntag, das von Scheickl (als Michael Mell) komponiert und von Rudolf Leve getextet wurde, erhielten Mess 1655 Punkte und gewannen mit deutlichem Abstand vor der zweitplatzierten Gruppe Mainstreet, die weniger als die Hälfte an Stimmen erhielt. Beim Eurovision Song Contest in Harrogate waren Engstler und Scheickl etwas weniger erfolgreich, mit 57 Punkten erreichten sie den neunten Platz unter 18 Teilnehmern.

## Kommerzieller Erfolg
Sonntag war ein großer Erfolg in Österreich und erreichte den ersten Platz in den Singlecharts. Das Lied wurde auch in anderen Ländern veröffentlicht. Mess veröffentlichten bis 1983 noch zwei weitere Singles und ein Album, konnten sich jedoch nicht mehr in den Hitparaden platzieren.

## Diskografie
- Sonntag / Honey Bee (englische Version von Sonntag) (Single)
- Do-Re-Mi-Fa-So oder so / Träumen von Olivenbäumen (Single)
- Cabrio / Ich will ein Eis (Single)
- Mess (Album)